# Jungfrau-Aletsch-Bietschhorn

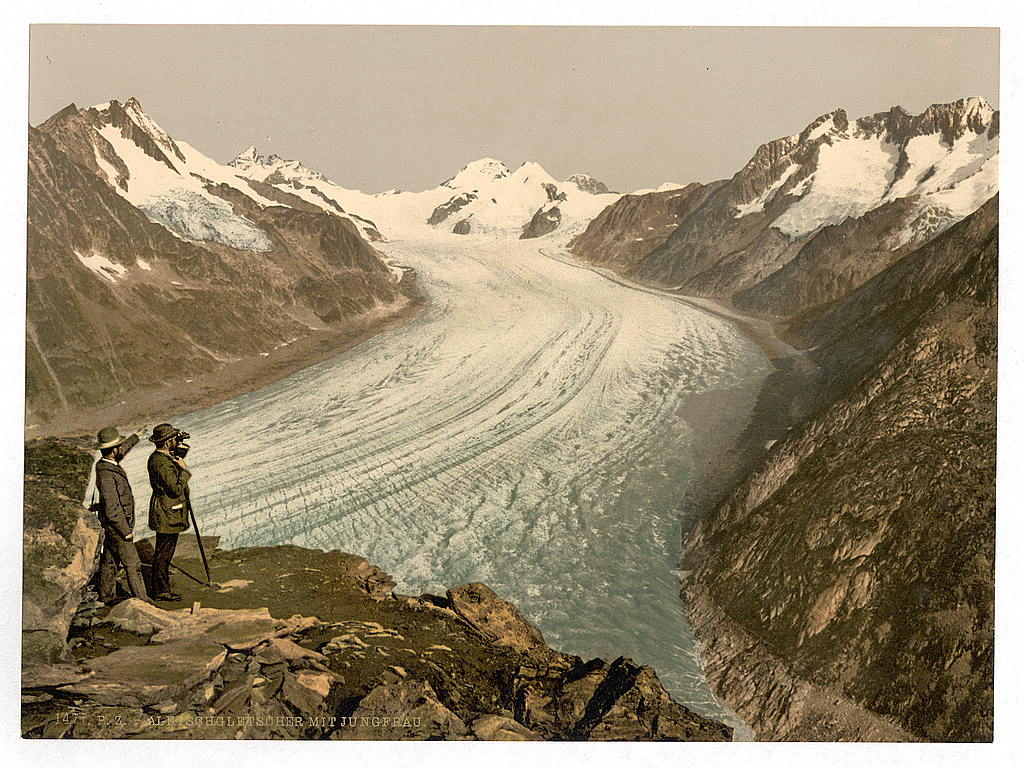
Ghețarul Aletsch (1890-1900)

Jungfrau-Aletsch-Bietschhorn este o regiune cu suprafața de  824 km² care a fost declarată patrimoniu mondial UNESCO; regiunea se află în Alpii Bernezi, pe teritoriul cantoanelor Berna și Wallis din Elveția.

## Geografie
Regiunea începe în nord la poalele înălțimilor din Berner Oberland, Eiger,   Mönch și Jungfrau. In centrul regiunii se află regiunea Aletschgebiet cu ghețarul Aletschgletscher. La est se întinde așa numita zonă "Perimeter" până la vârfurile  Oberaarhorn, Lauteraarhorn și  Finsteraarhorn (4273 m). In vest se află o regiune bogată în floră și faună cu valea Lötschental și Bietschhorn (3934 m).

## Localități
- In Cantonul Berna:
  - Grindelwald
  - Lauterbrunnen
  - Meiringen (din 2007)
  - Schattenhalb (din 2007)
  - Innertkirchen (din 2007)
  - Guttannen (din 2007)
  - Kandersteg (din 2007)
  - Reichenbach (din 2007)
- In Cantonul Wallis:
  - Bellwald
  - Fiesch / Fieschertal
  - Betten
  - Ried-Mörel
  - Naters cu Blatten si Belalp
  - Blatten (Lötschen)
  - Birgisch
  - Mund
  - Raron
  - Baltschieder
  - Eggerberg
  - Ausserberg
  - Niedergesteln
  - Steg (din 2007)
  - Hohtenn (din 2007)
  - Ferden (din 2007)
  - Kippel (din 2007)
  - Wiler (din 2007)